# Pain (Rhino Bucket)
Pain è il terzo album dei Rhino Bucket, uscito nel 1994 per l'etichetta discografica Moonstone Records.
Nel 2007 venne ristampato sotto il nome Pain & Suffering in versione aggiornata con l'aggiunta di 5 brani inediti.

## Tracce
1. Pain
2. I Stand Before You
3. Too Much Talk
4. Blow By Blow
5. Mad Maggie
6. Bird On A Wire
7. What'd You Expect
8. I Was Told
9. The Hard Grind
10. World Gone Mad

## Formazione
- Georg Dolivo - voce, chitarra
- Greg Fields - chitarra
- Reeve Downes - basso
- Simon Wright - batteria